# Phaonia profugax
Phaonia profugax este o specie de muște din genul Phaonia, familia Muscidae. A fost descrisă pentru prima dată de Pandelle în anul 1899. Conform Catalogue of Life specia Phaonia profugax nu are subspecii cunoscute.